# Бранислав Покрајац
Бранислав Покрајац (Београд, 27. јануар 1947 — Београд, 5. април 2018) био је рукометни тренер и бивши југословенски репрезентативац.

## Биографија
Проглашен је за заслужног спортисту Југославије. Играо је за ОРК Београд, Црвену звезду и Динамо из Панчева. За рукометну репрезентацију Југославије играо је 180 пута и постигао 510 голова. Два пута је играо за „екипу света“. Као играч освојио је две бронзане медаље на Светском првенству (1970. и 1974. године) и златну медаљу на Олимпијади у Минхену 1972. године.
Тренирао је Динамо из Панчева, Црвену звезду, Партизан, Кретеј из Париза, Порто. Тренирао је репрезентације Југославије, Шпаније, САД, Египта и Катара. Као тренер, са репрезентацијом Југославије освојио је сребрну медаљу на Светском првенству 1982. и златну Олимпијску медаљу 1984. године.
Дипломирао је, магистрирао и докторирао на Факултету за физичку културу у Београду, на теме из области рукомета.
Држао је предавања, семинаре и курсеве у 11 земаља (Финска, Норвешка, Шведска, Данска, Немачка, Швајцарска, Португал, Шпанија, Француска, Грчка и САД).
Тренирао је РК Спортинг из Лисабона. Био је запослен као професор рукомета на Државном Универзитету у Новом Пазару и професор рукомета на Вишој Школи за спортске тренере Београд као и на истуреном одељењу ове школе у у Новом Саду.
Преминуо је у Београду, где је и сахрањен у Алеји заслужних грађана на Новом гробљу у Београду.